# 三岗乡
三岗乡，是中华人民共和国四川省凉山彝族自治州昭觉县曾经下辖的一个乡。2021年1月12日，撤销三岗乡，其所属行政区域为三岔河镇的行政区域。

## 行政区划
三岗乡撤销前下辖以下地区：
萨呷呷莫滴村、马孜普村、杨棚村和宜坡博收村。